# Hans Duhan
Hans Duhan , né le 27 janvier 1890 à Vienne et mort le 6 mars 1971 dans la même ville, est un chanteur d'opéra autrichien qui a exercé pendant vingt-six ans au sein de l'ensemble du Wiener Staatsoper. Il a été le comte Almaviva ainsi que le premier Papageno lors du premier Festival de Salzbourg.

## Biographie
Duhan était un authentique viennois : il y est né, y a grandi, effectué ses études secondaires et ses études musicales. Outre le chant avec Gesang Martohartono, le piano et l'orgue avec Heinrich Gottinger et Emil Steger, la théorie avec Ferdinand Rebay il décroche un diplôme de direction avec pour maître Franz Schalk et Felix Weingartner. À l'exception de Salzbourg, il sort rarement des limites de Vienne. Pour ses premières prestations, il terminé, comme il était d'usage dans la province en 1910, au Théâtre Municipal de Troppau (aujourd'hui Opava).

### Opéra de Vienne
En avril 1914, Duhan fait ses débuts comme Amonasro dans l’Aida de Verdi à l'Opéra de Vienne. Il reste membre de l'institution jusqu'en 1940, non seulement comme un grand Baryton, mais plus tard, en tant que directeur et dans certains cas, comme chef d'orchestre. Au Wiener Staatsoper Duhan  a chanté au moins 16 fois le comte Almaviva dans Le Mariage de Figaro et 17 fois le Pacha Selim dans L'Enlèvement au sérail, 24 fois à Scarpia dans Tosca de Puccini, 29 fois le Don Fernando du Fidelio en Beethoven, et 62 fois le directeur de la prison Frank dans la chauve-souris de Johann Strauss.
Duhan a collaboré dans trois grandes premières : en 1916, il incarne le professeur de musique et Harlequin dans la nouvelle version d’Ariadne auf Naxos de Richard Strauss sur le livret d'Hugo von Hofmannsthal. Le professeur de musique, revient au total 60 fois, et l'Harlequin représentent 76 fois. À partir de 1927 il chante et joue 21 fois le virtuose du violon Daniello, de l'opéra-jazz Jonny spielt auf, férocement controversé, de Ernst Krenek. En janvier 1934, dans la veine légère, il assure la première mondiale de Giuditta de Franz Lehár rôle dont il devrait représenter un total de 19 fois et dans le même 7 fois en tant que Manuele Biffi. À partir de la fin des années 1920 Duhan est plus en plus directeur et metteur en scène, étant responsable de la bonne marche de plusieurs centaines de soirées au Staatsoper.

### Festival de Salzbourg
Duhan fait ses débuts au Festival de Salzbourg en 1922 : il chante dans la première production d'opéra du festival – comme doublure de Alfred Jerger (de) – dans trois rôle-titre de Mozart, Don Giovanni , puis Don Juan, dirigé par  Richard Strauss. Sa dernière apparition a eu lieu en 1937, lors du dernier Festival avant annexion de l'Autriche, dans un récital avec la soprano Helen Gahagan Douglas, consacré à la « présence de l'Autriche dans la mélodie ». Avec des œuvres de Josef Matthias Hauer, Hans Ewald Heller, Rudolf Réti, Joseph Marx, Alban Berg, Wilhelm Kienzl et Joseph Rinaldini. Avec au piano Joseph Marx et Fritz Cuba. Deux des compositeurs ont dû émigrer un peu plus tard, et un troisième (Hauer) figurait dans l'exposition itinérante Entartete Musik (dégénérée) des nazis.
Dans les années 1920 et 1930, Duhan est un pilier important du Festival. Dès 1922 il est également le premier comte Almaviva dans Le Mariage de Figaro et en 1926, dans la première distribution du Don Juan puis en tant que gouverneur de la prison, Frank, dans Fledermaus (la chauve-souris) et comme professeur de musique, dans le Ariadne auf Naxos ; en 1927 il incarne à nouveau l'Almaviva et Don Juan ; en 1928 pour la première du Festival dans Papageno ; en 1933, Melot dans Tristan und Isolde et comme soliste du Deutsches Requiem de Johannes Brahms ; de 1934 à 1936 de nouveau comme Melot. En 1926, un récital de lieder est annulé en raison d'une indisposition.

### Lieder et oratorios
Duhan a donné une série de récitals, où il chantait principalement Franz Schubert, Franz Liszt, Carl Loewe et Richard Strauss. Il existe de nombreux disques de ses interprétations de lieder disponibles, y compris sur l'Internet. Il fut le premier chanteur à enregistrer les trois cycles de lieder de Franz Schubert − Die schöne Müllerin, Winterreise et le Schwanengesang dès 1928 pour His Master's Voice. Il a également commandé des œuvres à des compositeurs contemporains, outre ceux mentionnés plus haut, il donne également des œuvres d'Erich Zeisl, plus tard contraint d'émigrer.
Comme chanteur d'oratorio, son Christ de la Passion selon saint Matthieu de Bach en particulier, est resté dans la mémoire.

### Professeur de chant
De 1932 à 1955 Duhan travaille comme professeur de la classe d'opéra à la Wiener Musikakademie. Il a formé de nombreux barytons, baryton-basses et basses de la génération suivante, y compris Hans Braun (de), Ernst Gutstein, Erich Kunz, Peter Lagger, Hermann Uhde et Otto Wiener, ainsi que le ténor Waldemar Kmentt.

### Compositeur et chef d'orchestre
Dès 1923 Duhan a mis en musique un livret de Julius Wilhelm et Paul Frank intitulé « Mozart, comédie musicale en deux actes et un épilogue ». À l'occasion, il a également dirigé l'Orchestre philharmonique de Vienne dans Fliegenden Holländer et Lohengrin, deux fois le Rigoletto de  Verdi et cinq fois Tosca de Puccini.
De 1934 à 1938 Duhan était représentant du groupe Art du Conseil fédéral de la culture, des programmes conçus pour les « événements patriotiques » et a été étroitement liée à Starhemberg et la Heimwehr.
Duhan a été marié à E. Strell.

## Récompenses
- 1926 nommé Kammersänger
- 1955 Membre honoraire de la Wiener Staatsoper
- 1960 Médaille d'honneur de la ville de Vienne